# Salamanderkathaai
De salamanderkathaai (Parmaturus pilosus) is een vissensoort uit de familie van de Pentanchidae. De wetenschappelijke naam van de soort is voor het eerst geldig gepubliceerd in 1906 door Garman.